# Jan Ostwald
Jan Ostwald, född 28 maj 1931, död 1 mars 2023 i Stockholm, var en svensk silversmed och formgivare.
I många år jobbade Jan Ostwald som formgivare tillsammans med Sigurd Persson och som lärare på Nyckelviksskolan. Han har också arbetat som designer hos Rune Monö och arkitekt Carl-Axel Acking i Stockholm.
Efter konstsmeden Carl-Gustav Janssons frånfälle, fick Jan Ostwald tillsammans med arkitekten Torbjörn Vogt i uppdrag att fullborda det just beställda verket Livets träd i Linköpings domkyrka. Några år senare fick Ostwald uppdraget att skapa en pendang till verket, ljusbäraren Livets flod.

(bild).
Jan Ostwald finns bland annat representerad på Nationalmuseum, Statens konstråd, Fastighetsrotelns, Skolrotelns och Socialrotelns konstnämnder i Stockholm, Sveriges riksdag, Sveriges Allmänna Konstförening och Svenska Handelsbanken.
Jan Ostwald har fått arbetsstipendium från Sveriges Bildkonstnärsfond 1985,1988, 1991 och 1993.